# Vicariato apostolico della Sassonia

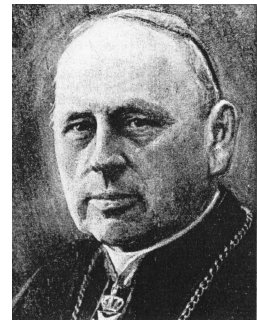
L'ultimo vicario apostolico di Sassonia, Franz Löbmann, 1915-1920.

Il vicariato apostolico della Sassonia (in latino Vicariatus apostolicus Saxoniae), o anche vicariato apostolico del regno di Sassonia è una sede soppressa della Chiesa cattolica in Germania.

## Territorio
Al momento della sua soppressione nel 1921, il vicariato apostolico estendeva la sua giurisdizione sui fedeli cattolici dell'ex regno di Sassonia (eccetto l'Alta Lusazia), dell'ex ducato di Sassonia-Altenburg e degli ex principati di Reuss-Greiz e di Reuss-Gera.
Sede del vicario era la città di Dresda, dove si trovava la chiesa principale del vicariato, la Heilig-Dreifaltigkeitskirche, la chiesa della Santissima Trinità.
Nel 1907 il vicariato apostolico comprendeva 29 parrocchie, per un totale di circa 165.000 fedeli e 64 sacerdoti. Nel 1917, pochi anni prima della soppressione, si contavano 263.000 cattolici in Sassonia, quasi 6.000 nell'Altenburg e 2.800 circa nei principati di Reuss.

## Storia
La presenza cattolica nella Sassonia luterana iniziò quando nel 1697 il principe elettore Federico Augusto I si convertì al cattolicesimo, poco prima di diventare re di Polonia. Per i cattolici di corte eresse una cappella a Dresda, che fu consacrata il Giovedì santo del 1708, dal gesuita Carlo Maurizio Vota, confessore personale del sovrano e teologo di corte, che papa Clemente XI nominò prefetto apostolico delle missioni della Sassonia. In seguito, il titolo fu sempre appannaggio dei confessori del re e predicatori di corte.
La presenza di una chiesa favorì l'aumento del numero di cattolici. Quando Federico Augusto II succedette al padre come principe elettore di Sassonia nel 1733, Dresda contava già 2.000 cattolici. Il nuovo principe dette iniziò alla costruzione di una grande chiesa cattolica nella capitale, la Heilig-Dreifaltigkeitskirche, che fu consacrata nel 1751.
Le leggi della Sassonia, che vietavano strutture giuridiche ecclesiastiche cattoliche, impedirono a lungo l'istituzione di un vicariato apostolico su terre che, almeno formalmente, appartenevano al vicariato apostolico dell'Alta e Bassa Sassonia. Alcune fonti datano l'erezione del vicariato apostolico già nel mese di marzo 1743 con il gesuita Ludwig Ligeritz, cui subentrò nel 1749 padre Leo Rauch. Altre fonti invece pongono la sua nascita il 5 ottobre 1763 quando papa Clemente XIII nominò padre Augustin Eggs "vicario apostolico nei territori della Casa di Sassonia" (Apostolisches Vikariat in den Sächsischen Erblanden). A Eggs succedette il confratello Franz Herz, che nel 1775 fu confermato nella sua carica di vicario apostolico anche dopo la soppressione della Compagnia di Gesù.
Con l'inizio dell'Ottocento, il regno di Sassonia perdette una parte consistente del suo territorio, ma, benché ridotto, il regno fu confermato al congresso di Vienna. Per i cattolici, la situazione giuridica divenne favorevole con il riconoscimento della libertà di culto, in seguito al trattato di Poznań (1806). Questo permise alla Santa Sede di nominare il vicario apostolico, Johann Aloys Schneider, vescovo titolare di Argo (1816). Tutti i successivi vicari apostolici avranno la dignità episcopale.
Dal 1831 al 1841 il vicario apostolico Ignaz Bernhard Mauermann fu anche amministratore della prefettura apostolica di Lusazia. L'amministrazione fu poi ripresa con il vicario apostolico Joseph Dittrich, e proseguì fino alla soppressione di entrambe le sedi nel 1921. Questo permise di avere un unico responsabile della comunità cattolica sassone e favorì il lavoro pastorale. Inoltre l'unione con la carica di decano della collegiata di Bautzen dava al vicario apostolico un ruolo riconosciuto dalla costituzione sassone del 1831, come membro di diritto della Camera alta del parlamento.
Nel 1898 fu pubblicato a Dresda il catechismo ufficiale cattolico (Katholischer Katechismus fur das Apostolische Vikariat im Königreich Sachsen), in uso in entrambe le circoscrizioni ecclesiastiche.
Nella seconda metà dell'Ottocento, il vicariato apostolico si ingrandì estendendo la sua giurisdizione anche ai cattolici del principato di Reuss-Greiz (1874), del ducato di Sassonia-Altenburg (1877) e del principato di Reuss-Gera (1889).
Il 24 giugno 1921 con la bolla Sollicitudo omnium ecclesiarum di papa Benedetto XV il vicariato apostolico della Sassonia e la prefettura apostolica di Lusazia furono soppressi, e sul loro territorio fu restaurata la diocesi di Meißen, con sede a Bautzen, resa immediatamente soggetta alla Santa Sede.

## Cronotassi dei vicari apostolici
- Ludwig Ligeritz, S.J. † (marzo 1743 - 1749 dimesso)
- Leo Rauch, S.J. † (1749 - 1763 dimesso)
- Augustin Eggs, S.J. † (1763 - 1764 dimesso)
- Franz Herz, S.J. † (25 gennaio 1769 – 8 dicembre 1800 deceduto)[16][20]
- Johann Aloys Schneider † (29 gennaio 1801 - 22 dicembre 1818 deceduto)
- Ignaz Bernhard Mauermann † (31 gennaio 1819 - 14 settembre 1841 deceduto)
- Franz Laurenz Mauermann, O.Cist. † (26 novembre 1841 - 25 ottobre 1845 deceduto)
- Joseph Dittrich † (20 aprile 1846 - 5 ottobre 1853 deceduto)
- Ludwig Forwerk † (11 luglio 1854 - 8 gennaio 1875 deceduto)
- Franz Bernert † (28 gennaio 1876 - 18 marzo 1890 deceduto)
- Ludwig Wahl † (11 luglio 1890 - 1900 dimesso)
- Georg Wuschanski † (13 febbraio 1904 - 28 dicembre 1905 deceduto)
- Ludwig Philipp Schaefer † (4 aprile 1906 - 5 settembre 1914 deceduto)
- Franz Löbmann † (30 gennaio 1915 - 4 dicembre 1920 deceduto)